# Hazem Emam
Hazem Mohamed Yehia Emam (in arabo حازم إمام‎?; Il Cairo, 10 maggio 1975) è un ex calciatore egiziano, di ruolo centrocampista.
È soprannominato lo Zico delle Piramidi.

## Biografia
Nacque in una famiglia legata al calcio: il padre Hamada Emam era stato un attaccante dello Zamalek mentre il nonno Yehia Emam era un portiere che aveva partecipato con l'Egitto alle Olimpiadi londinesi del 1948.

## Carriera
Nel 1993 esordì con la prima squadra dello Zamalek e nel 1996 disputò la Coppa d'Africa con la sua Nazionale: le buone prestazioni sfoggiate lo fecero apparire in patria come una sorta di eroe nazionale.
Poco dopo venne acquistato dall'Udinese in prestito oneroso a 50 milioni di lire con diritto di riscatto fissato a 390 milioni. Nella prima stagione disputò 4 spezzoni di partita; esordì contro il Napoli ma divenne famoso suo malgrado quando, durante la sfida col Perugia del 27 ottobre 1996, subentrò a Márcio Amoroso ma venne a sua volta sostituito dopo soli sette minuti: al momento del cambio Hazem pianse, commuovendo l'Italia intera.
Ebbe però un'occasione di riscatto la domenica seguente quando, durante il match contro la Reggiana, propiziò la rete di Paolo Poggi che valse la vittoria per 2-1. Tuttavia non riuscì a far breccia nei pensieri del tecnico Alberto Zaccheroni (che lo considerava un interno sinistro, mentre l'egiziano aveva sempre giocato al centro) e da novembre in poi calcò i terreni di gioco solo altre due volte.
Nella stagione seguente scese in campo in 7 occasioni e segnerà un gol in Coppa Italia contro la Reggina, il 3 settembre 1997.  Nel 1998 venne ceduto in prestito per due stagioni agli olandesi del De Graafschap, in cui riuscì a incidere ed essere titolare. Dal gennaio 2001 tornò in Egitto nelle file dell'Al-Zamalek e vi rimase fino al 2008, anno in cui si ritirò dal calcio giocato; in seguito, divenne dirigente del team e provò ad assumere il suo vecchio mister Zaccheroni come allenatore.

## Statistiche

### Presenze e reti nei club
Statistiche aggiornate al 30 giugno 2008.
| Stagione        | Squadra         | Campionato      | Campionato | Campionato | Coppe nazionali | Coppe nazionali | Coppe nazionali | Coppe continentali | Coppe continentali | Coppe continentali | Altre coppe | Altre coppe | Altre coppe | Totale | Totale |
| Stagione        | Squadra         | Comp            | Pres       | Reti       | Comp            | Pres            | Reti            | Comp               | Pres               | Reti               | Comp        | Pres        | Reti        | Pres   | Reti   |
| --------------- | --------------- | --------------- | ---------- | ---------- | --------------- | --------------- | --------------- | ------------------ | ------------------ | ------------------ | ----------- | ----------- | ----------- | ------ | ------ |
| 2000-gen. 2001  | Udinese         | A               | 0          | 0          | CI              | 0               | 0               | CU                 | 0                  | 0                  | -           | -           | -           | 0      | 0      |
| gen.-giu. 2001  | Zamalek         | PL              | 5          | 2          | CE              | 1               | 1               | ACL+CdC            | 0+2                | 2                  | SA          | -           | -           | 8      | 5      |
| 2001-2002       | Zamalek         | PL              | 25         | 12         | CE              | 3               | 1               | CCL                | 7                  | 3                  | SE          | 1           | 1           | 36     | 17     |
| 2002-2003       | Zamalek         | PL              | 14         | 4          | CE              | 1               | 1               | ACL+CCL            | 5+3                | 0+2                | SE+SA       | 1+1         | 0+1         | 25     | 8      |
| 2003-2004       | Zamalek         | PL              | 21         | 5          | CE              | 0               | 0               | ACL+CCL            | 14+2               | 2+1                | SE+SA       | 1+1         | 0           | 39     | 8      |
| 2004-2005       | Zamalek         | PL              | 4          | 0          | CE              | 2               | 0               | ACL+CCL            | 2+10               | 0+2                | SE          | 1           | 0           | 19     | 2      |
| 2005-2006       | Zamalek         | PL              | 22         | 2          | CE              | 2               | 1               | ACL                | 4                  | 1                  | -           | -           | -           | 28     | 5      |
| 2006-2007       | Zamalek         | PL              | 19         | 2          | CE              | 5               | 2               | ACL+CCL            | 7+3                | 1+2                | -           | -           | -           | 34     | 7      |
| 2007-2008       | Zamalek         | PL              | 12         | 0          | CE              | 1               | 0               | CCL                | 2                  | 0                  | -           | -           | -           | 15     | 0      |
| Totale Zamalek  | Totale Zamalek  | Totale Zamalek  | 122        | 27         |                 | 15              | 6               |                    | 61                 | 16                 |             | 6           | 2           | 204    | 51     |
| Totale carriera | Totale carriera | Totale carriera | 122        | 27         |                 | 15              | 6               |                    | 61                 | 16                 |             | 6           | 2           | 204    | 51     |

### Cronologia presenze e reti in nazionale
| Cronologia completa delle presenze e delle reti in nazionale ― Egitto | Cronologia completa delle presenze e delle reti in nazionale ― Egitto | Cronologia completa delle presenze e delle reti in nazionale ― Egitto | Cronologia completa delle presenze e delle reti in nazionale ― Egitto | Cronologia completa delle presenze e delle reti in nazionale ― Egitto | Cronologia completa delle presenze e delle reti in nazionale ― Egitto | Cronologia completa delle presenze e delle reti in nazionale ― Egitto | Cronologia completa delle presenze e delle reti in nazionale ― Egitto |
| Data                                                                  | Città                                                                 | In casa                                                               | Risultato                                                             | Ospiti                                                                | Competizione                                                          | Reti                                                                  | Note                                                                  |
| --------------------------------------------------------------------- | --------------------------------------------------------------------- | --------------------------------------------------------------------- | --------------------------------------------------------------------- | --------------------------------------------------------------------- | --------------------------------------------------------------------- | --------------------------------------------------------------------- | --------------------------------------------------------------------- |
| 24-11-1995                                                            | Mmabatho                                                              | Sudafrica                                                             | 2 – 0                                                                 | Egitto                                                                | Amichevole                                                            | -                                                                     |                                                                       |
| 26-11-1995                                                            | Johannesburg                                                          | Zambia                                                                | 1 – 3                                                                 | Egitto                                                                | Amichevole                                                            | -                                                                     |                                                                       |
| 8-1-1996                                                              | Ismailia                                                              | Tunisia                                                               | 1 – 2                                                                 | Egitto                                                                | Amichevole                                                            | 1                                                                     |                                                                       |
| 15-1-1996                                                             | Johannesburg                                                          | Egitto                                                                | 2 – 1                                                                 | Angola                                                                | Coppa d'Africa 1996 - 1º turno                                        | -                                                                     |                                                                       |
| 18-1-1996                                                             | Johannesburg                                                          | Camerun                                                               | 2 – 1                                                                 | Egitto                                                                | Coppa d'Africa 1996 - 1º turno                                        | -                                                                     | 89’                                                                   |
| 24-1-1996                                                             | Johannesburg                                                          | Sudafrica                                                             | 0 – 1                                                                 | Egitto                                                                | Coppa d'Africa 1996 - 1º turno                                        | -                                                                     | 85’                                                                   |
| 27-1-1996                                                             | Johannesburg                                                          | Zambia                                                                | 3 – 1                                                                 | Egitto                                                                | Coppa d'Africa 1996 - Quarti di finale                                | -                                                                     |                                                                       |
| 8-11-1996                                                             | Il Cairo                                                              | Egitto                                                                | 7 – 1                                                                 | Namibia                                                               | Qual. Mondiali 1998                                                   | -                                                                     |                                                                       |
| 8-6-1997                                                              | Il Cairo                                                              | Egitto                                                                | 0 – 0                                                                 | Tunisia                                                               | Qual. Mondiali 1998                                                   | -                                                                     |                                                                       |
| 14-6-1997                                                             | Suwon                                                                 | Egitto                                                                | 0 – 0                                                                 | Jugoslavia                                                            | Amichevole                                                            | -                                                                     |                                                                       |
| 16-6-1997                                                             | Seul                                                                  | Egitto                                                                | 2 – 0                                                                 | Ghana                                                                 | Amichevole                                                            | 1                                                                     |                                                                       |
| 21-6-1997                                                             | Rabat                                                                 | Marocco                                                               | 1 – 0                                                                 | Egitto                                                                | Qual. Coppa d'Africa 1998                                             | -                                                                     | 80’                                                                   |
| 13-7-1997                                                             | Il Cairo                                                              | Egitto                                                                | 2 – 0                                                                 | Senegal                                                               | Qual. Coppa d'Africa 1998                                             | 1                                                                     |                                                                       |
| 27-7-1997                                                             | Il Cairo                                                              | Egitto                                                                | 8 – 1                                                                 | Etiopia                                                               | Qual. Coppa d'Africa 1998                                             | 3                                                                     | 80’                                                                   |
| 17-8-1997                                                             | Il Cairo                                                              | Egitto                                                                | 5 – 0                                                                 | Liberia                                                               | Qual. Mondiali 1998                                                   | 1                                                                     | 75’                                                                   |
| 3-12-1997                                                             | Il Cairo                                                              | Egitto                                                                | 3 – 2                                                                 | Ghana                                                                 | Amichevole                                                            | 1                                                                     |                                                                       |
| 24-12-1997                                                            | Alessandria d'Egitto                                                  | Egitto                                                                | 1 – 2                                                                 | Algeria                                                               | Amichevole                                                            | -                                                                     |                                                                       |
| 25-1-1998                                                             | Bangkok                                                               | Thailandia                                                            | 1 – 1                                                                 | Egitto                                                                | King's Cup 1998 - 1º turno                                            | -                                                                     |                                                                       |
| 27-1-1998                                                             | Bangkok                                                               | Corea del Sud                                                         | 2 – 0                                                                 | Egitto                                                                | King's Cup 1998 - 1º turno                                            | -                                                                     |                                                                       |
| 30-1-1998                                                             | Bangkok                                                               | Corea del Sud                                                         | 1 – 1 (5 – 4 dtr)                                                     | Egitto                                                                | King's Cup 1998 - Finale                                              | -                                                                     |                                                                       |
| 10-2-1998                                                             | Bobo-Dioulasso                                                        | Egitto                                                                | 2 – 0                                                                 | Mozambico                                                             | Coppa d'Africa 1998 - 1º turno                                        | -                                                                     | 81’                                                                   |
| 13-2-1998                                                             | Bobo-Dioulasso                                                        | Egitto                                                                | 4 – 0                                                                 | Zambia                                                                | Coppa d'Africa 1998 - 1º turno                                        | -                                                                     | 80’                                                                   |
| 17-2-1998                                                             | Ouagadougou                                                           | Marocco                                                               | 1 – 0                                                                 | Egitto                                                                | Coppa d'Africa 1998 - 1º turno                                        | -                                                                     | 82’                                                                   |
| 21-2-1998                                                             | Ouagadougou                                                           | Costa d'Avorio                                                        | 0 – 0 dts (4 – 5 dtr)                                                 | Egitto                                                                | Coppa d'Africa 1998 - Quarti di finale                                | -                                                                     |                                                                       |
| 25-2-1998                                                             | Bobo-Dioulasso                                                        | Egitto                                                                | 2 – 0                                                                 | Burkina Faso                                                          | Coppa d'Africa 1998 - Semifinale                                      | -                                                                     |                                                                       |
| 28-2-1998                                                             | Ouagadougou                                                           | Sudafrica                                                             | 0 – 2                                                                 | Egitto                                                                | Coppa d'Africa 1998 - Finale                                          | -                                                                     | 55’                                                                   |
| 16-9-1998                                                             | Il Cairo                                                              | Egitto                                                                | 0 – 0                                                                 | Costa d'Avorio                                                        | Amichevole                                                            | -                                                                     |                                                                       |
| 23-9-1998                                                             | Tallinn                                                               | Estonia                                                               | 2 – 2                                                                 | Egitto                                                                | Amichevole                                                            | 1                                                                     |                                                                       |
| 29-9-1998                                                             | Kumanovo                                                              | Macedonia                                                             | 2 – 2                                                                 | Egitto                                                                | Amichevole                                                            | -                                                                     |                                                                       |
| 28-10-1998                                                            | Osaka                                                                 | Giappone                                                              | 1 – 0                                                                 | Egitto                                                                | Amichevole                                                            | -                                                                     | 46’                                                                   |
| 16-12-1998                                                            | Città del Capo                                                        | Sudafrica                                                             | 2 – 1                                                                 | Egitto                                                                | Amichevole                                                            | -                                                                     |                                                                       |
| 27-12-1998                                                            | Kuwait City                                                           | Kuwait                                                                | 1 – 1                                                                 | Egitto                                                                | Amichevole                                                            | -                                                                     |                                                                       |
| 16-2-1999                                                             | Hong Kong                                                             | Egitto                                                                | 3 – 1                                                                 | Bulgaria                                                              | Lunar New Year Cup 1999 - Semifinale                                  | 1                                                                     | 83’                                                                   |
| 30-3-1999                                                             | Liegi                                                                 | Belgio                                                                | 0 – 1                                                                 | Egitto                                                                | Amichevole                                                            | 1                                                                     | 90’                                                                   |
| 29-6-1999                                                             | Harare                                                                | Zimbabwe                                                              | 1 – 1                                                                 | Egitto                                                                | Amichevole                                                            | 1                                                                     |                                                                       |
| 10-7-1999                                                             | Città del Messico                                                     | Egitto                                                                | 1 – 1                                                                 | Nuova Zelanda                                                         | Amichevole                                                            | 1                                                                     |                                                                       |
| 15-7-1999                                                             | Guadalajara                                                           | Egitto                                                                | 1 – 0                                                                 | Nuova Zelanda                                                         | Amichevole                                                            | -                                                                     |                                                                       |
| 25-7-1999                                                             | Città del Messico                                                     | Bolivia                                                               | 2 – 2                                                                 | Egitto                                                                | Conf. Cup 1999 - 1º turno                                             | -                                                                     | 84’                                                                   |
| 27-7-1999                                                             | Città del Messico                                                     | Messico                                                               | 2 – 2                                                                 | Egitto                                                                | Conf. Cup 1999 - 1º turno                                             | -                                                                     |                                                                       |
| 29-7-1999                                                             | Città del Messico                                                     | Egitto                                                                | 1 – 5                                                                 | Arabia Saudita                                                        | Conf. Cup 1999 - 1º turno                                             | -                                                                     | 36’, 37’                                                              |
| 12-11-1999                                                            | Il Cairo                                                              | Egitto                                                                | 1 – 2                                                                 | Ghana                                                                 | Amichevole                                                            | -                                                                     | 46’                                                                   |
| 15-11-1999                                                            | Il Cairo                                                              | Egitto                                                                | 1 – 0                                                                 | Namibia                                                               | Amichevole                                                            | -                                                                     | Uscita                                                                |
| 4-1-2000                                                              | Aswan                                                                 | Egitto                                                                | 2 – 1                                                                 | Togo                                                                  | Amichevole                                                            | -                                                                     | Ingresso                                                              |
| 6-1-2000                                                              | Aswan                                                                 | Egitto                                                                | 4 – 0                                                                 | Gabon                                                                 | Amichevole                                                            | -                                                                     | 46’                                                                   |
| 9-1-2000                                                              | Abidjan                                                               | Costa d'Avorio                                                        | 2 – 0                                                                 | Egitto                                                                | Amichevole                                                            | -                                                                     | Ingresso                                                              |
| 28-1-2000                                                             | Kano                                                                  | Senegal                                                               | 0 – 1                                                                 | Egitto                                                                | Coppa d'Africa 2000 - 1º turno                                        | -                                                                     | 85’                                                                   |
| 1-2-2000                                                              | Kano                                                                  | Egitto                                                                | 4 – 2                                                                 | Burkina Faso                                                          | Coppa d'Africa 2000 - 1º turno                                        | -                                                                     | Ammonizione                                                           |
| 20-4-2000                                                             | Il Cairo                                                              | Egitto                                                                | 2 – 0                                                                 | Mauritius                                                             | Qual. Mondiali 2002                                                   | -                                                                     | 73’                                                                   |
| 23-4-2000                                                             | Alessandria d'Egitto                                                  | Egitto                                                                | 4 – 2                                                                 | Mauritius                                                             | Qual. Mondiali 2002                                                   | -                                                                     | 58’                                                                   |
| 7-6-2000                                                              | Teheran                                                               | Iran                                                                  | 1 – 1 (7 – 8 dtr)                                                     | Egitto                                                                | Amichevole                                                            | -                                                                     | 46’                                                                   |
| 9-6-2000                                                              | Seul                                                                  | Corea del Sud                                                         | 1 – 0                                                                 | Egitto                                                                | Amichevole                                                            | -                                                                     | 81’                                                                   |
| 17-6-2000                                                             | Il Cairo                                                              | Egitto                                                                | 2 – 0                                                                 | Ghana                                                                 | Amichevole                                                            | -                                                                     | Uscita                                                                |
| 9-7-2000                                                              | Dakar                                                                 | Senegal                                                               | 0 – 0                                                                 | Egitto                                                                | Qual. Mondiali 2002                                                   | -                                                                     | 57’ 63’                                                               |
| 6-1-2001                                                              | Il Cairo                                                              | Egitto                                                                | 2 – 1                                                                 | Emirati Arabi Uniti                                                   | Amichevole                                                            | -                                                                     | Ammonizione · Uscita                                                  |
| 9-1-2001                                                              | Il Cairo                                                              | Egitto                                                                | 3 – 0                                                                 | Zambia                                                                | Amichevole                                                            | -                                                                     | Ingresso                                                              |
| 14-1-2001                                                             | Il Cairo                                                              | Egitto                                                                | 4 – 0                                                                 | Libia                                                                 | Qual. Mondiali 2002                                                   | -                                                                     | 70’                                                                   |
| 17-1-2001                                                             | Teheran                                                               | Cina                                                                  | 0 – 0 (1 – 3 dtr)                                                     | Egitto                                                                | Amichevole                                                            | -                                                                     |                                                                       |
| 23-1-2001                                                             | Il Cairo                                                              | Egitto                                                                | 1 – 0                                                                 | Corea del Nord                                                        | Amichevole                                                            | -                                                                     | Ingresso                                                              |
| 28-1-2001                                                             | Il Cairo                                                              | Egitto                                                                | 0 – 0                                                                 | Marocco                                                               | Qual. Mondiali 2002                                                   | -                                                                     | 46’                                                                   |
| 24-2-2001                                                             | Windhoek                                                              | Namibia                                                               | 1 – 1                                                                 | Egitto                                                                | Qual. Mondiali 2002                                                   | -                                                                     |                                                                       |
| 11-3-2001                                                             | Il Cairo                                                              | Egitto                                                                | 5 – 2                                                                 | Algeria                                                               | Qual. Mondiali 2002                                                   | -                                                                     | 82’                                                                   |
| 26-4-2001                                                             | Il Cairo                                                              | Egitto                                                                | 1 – 2                                                                 | Corea del Sud                                                         | Amichevole                                                            | -                                                                     | 40’ 85’                                                               |
| 30-12-2001                                                            | Doha                                                                  | Qatar                                                                 | 2 – 2                                                                 | Egitto                                                                | Amichevole                                                            | -                                                                     | 46’                                                                   |
| 11-1-2002                                                             | Il Cairo                                                              | Egitto                                                                | 2 – 2                                                                 | Burkina Faso                                                          | Amichevole                                                            | -                                                                     | 46’                                                                   |
| 20-1-2002                                                             | Bamako                                                                | Egitto                                                                | 0 – 1                                                                 | Senegal                                                               | Coppa d'Africa 2002 - 1º turno                                        | -                                                                     | 75’                                                                   |
| 25-1-2002                                                             | Bamako                                                                | Egitto                                                                | 1 – 0                                                                 | Tunisia                                                               | Coppa d'Africa 2002 - 1º turno                                        | 1                                                                     | 71’                                                                   |
| 31-1-2002                                                             | Bamako                                                                | Egitto                                                                | 2 – 1                                                                 | Zambia                                                                | Coppa d'Africa 2002 - 1º turno                                        | 1                                                                     |                                                                       |
| 4-2-2002                                                              | Sikasso                                                               | Camerun                                                               | 1 – 0                                                                 | Egitto                                                                | Coppa d'Africa 2002 - Quarti di finale                                | -                                                                     |                                                                       |
| 20-11-2002                                                            | Tunisi                                                                | Tunisia                                                               | 0 – 0                                                                 | Egitto                                                                | Amichevole                                                            | -                                                                     | Uscita                                                                |
| 16-12-2002                                                            | Abu Dhabi                                                             | Emirati Arabi Uniti                                                   | 1 – 2                                                                 | Egitto                                                                | Amichevole                                                            | -                                                                     | Ingresso                                                              |
| 22-12-2002                                                            | Il Cairo                                                              | Egitto                                                                | 0 – 0                                                                 | Ghana                                                                 | Amichevole                                                            | -                                                                     | Uscita                                                                |
| 12-2-2003                                                             | Il Cairo                                                              | Egitto                                                                | 1 – 4                                                                 | Danimarca                                                             | Amichevole                                                            | -                                                                     | 71’                                                                   |
| 30-4-2003                                                             | Saint-Denis                                                           | Francia                                                               | 5 – 0                                                                 | Egitto                                                                | Amichevole                                                            | -                                                                     | 75’                                                                   |
| 8-6-2003                                                              | Porto Said                                                            | Egitto                                                                | 7 – 0                                                                 | Mauritius                                                             | Qual. Coppa d'Africa 2004                                             | 1                                                                     |                                                                       |
| 20-6-2003                                                             | Porto Said                                                            | Egitto                                                                | 6 – 0                                                                 | Madagascar                                                            | Qual. Coppa d'Africa 2004                                             | -                                                                     |                                                                       |
| 10-10-2003                                                            | Il Cairo                                                              | Egitto                                                                | 1 – 0                                                                 | Senegal                                                               | Amichevole                                                            | -                                                                     | 64’                                                                   |
| 15-11-2003                                                            | Il Cairo                                                              | Egitto                                                                | 2 – 1                                                                 | Sudafrica                                                             | Amichevole                                                            | -                                                                     | 56’                                                                   |
| 18-11-2003                                                            | Il Cairo                                                              | Egitto                                                                | 1 – 0                                                                 | Svezia                                                                | Amichevole                                                            | -                                                                     | 73’                                                                   |
| 8-1-2004                                                              | Porto Said                                                            | Egitto                                                                | 5 – 1                                                                 | Ruanda                                                                | Amichevole                                                            | -                                                                     | 61’                                                                   |
| 14-1-2004                                                             | Porto Said                                                            | Egitto                                                                | 2 – 2                                                                 | RD del Congo                                                          | Amichevole                                                            | -                                                                     | 70’                                                                   |
| 17-1-2004                                                             | Porto Said                                                            | Egitto                                                                | 1 – 1                                                                 | Burkina Faso                                                          | Amichevole                                                            | -                                                                     | 60’                                                                   |
| 25-1-2004                                                             | Sfax                                                                  | Zimbabwe                                                              | 1 – 2                                                                 | Egitto                                                                | Coppa d'Africa 2004 - 1º turno                                        | -                                                                     | 62’                                                                   |
| 29-1-2004                                                             | Susa                                                                  | Algeria                                                               | 2 – 1                                                                 | Egitto                                                                | Coppa d'Africa 2004 - 1º turno                                        | -                                                                     | 84’                                                                   |
| 24-5-2004                                                             | Il Cairo                                                              | Egitto                                                                | 2 – 0                                                                 | Zimbabwe                                                              | Amichevole                                                            | -                                                                     | 46’                                                                   |
| 6-6-2004                                                              | Omdurman                                                              | Sudan                                                                 | 0 – 3                                                                 | Egitto                                                                | Qual. Mondiali 2006                                                   | -                                                                     | 63’                                                                   |
| 27-5-2005                                                             | Madinat al-Kuwait                                                     | Kuwait                                                                | 0 – 1                                                                 | Egitto                                                                | Amichevole                                                            | -                                                                     | 60’                                                                   |
| 5-6-2005                                                              | Il Cairo                                                              | Egitto                                                                | 6 – 1                                                                 | Sudan                                                                 | Qual. Mondiali 2006                                                   | -                                                                     | 75’                                                                   |
| Totale                                                                |                                                                       | Presenze                                                              | 87                                                                    |                                                                       | Reti                                                                  | 16                                                                    |                                                                       |

## Palmarès

### Club

#### Competizioni nazionali
- Campionato egiziano: 3

Zamalek: 2000-2001, 2002-2003, 2003-2004
- Coppa d'Egitto: 2

Zamalek: 2001-2002, 2007-2008
- Supercoppa d'Egitto: 2

Zamalek: 2000-2001, 2001-2002

#### Competizioni internazionali
- CAF Champions League: 3

Zamalek: 1993, 1996, 2002
- Supercoppa CAF: 2

Zamalek: 1994, 2003
- Coppa dei Campioni araba per club: 1

Zamalek: 2003